# Sinam-dong
Sinam-dong (koreanska: 신암동) är en stadsdel i staden Daegu i den sydöstra delen av Sydkorea, 240 km sydost om huvudstaden Seoul. Den ligger i stadsdistriktet Dong-gu.

## Indelning
Administrativt är Sinam-dong indelat i:
| Namn    | Namn              | Yta i km² | Invånare 31 aug 2020 |
| ------- | ----------------- | --------- | -------------------- |
| 신암1동 | Sinam 1(il)-dong  | 0,61      | 7 784                |
| 신암2동 | Sinam 2(i)-dong   | 0,38      | 10 804               |
| 신암3동 | Sinam 3(sam)-dong | 0,60      | 8 872                |
| 신암4동 | Sinam 4(sa)-dong  | 1,18      | 13 292               |
| 신암4동 | Sinam 5(o)-dong   | 0,57      | 6 617                |